# 齿苞越桔
齿苞越桔（学名：Vaccinium fimbribracteatum），为杜鹃花科越桔属下的一个植物种。